# Liste buddhistischer Tempel in Thailand

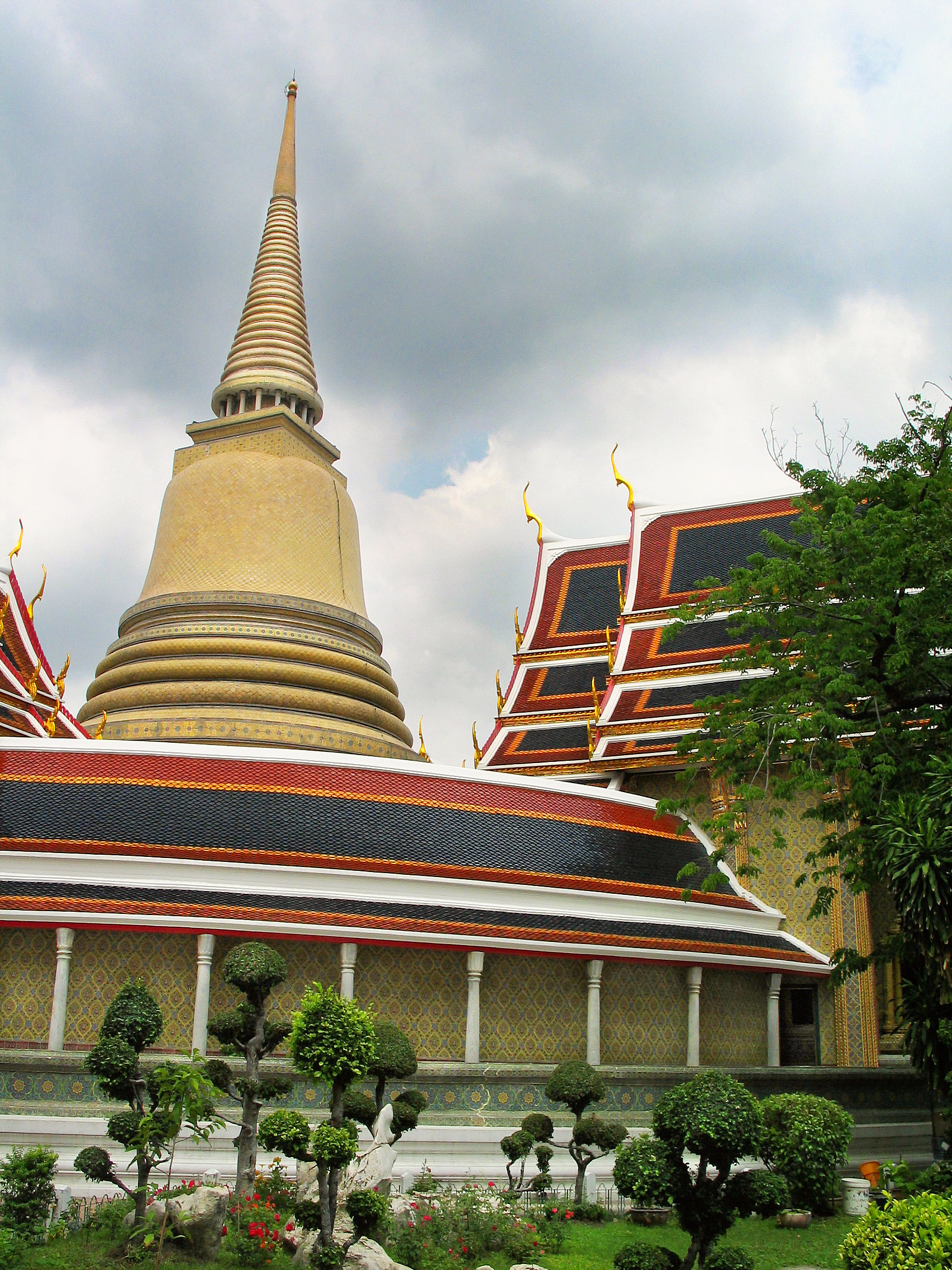
Wat Ratchabophit, Bangkok

Die Liste buddhistischer Tempel in Thailand ist eine Zusammenstellung der wichtigsten buddhistischen Tempelanlagen (Wat) in Thailand. Angegeben ist auch, ob es sich um einen Tempel der Kategorie „Königlicher Tempel“ handelt, und zu welchem Orden (Nikaya) er gezählt wird: Mahanikai (die Mehrzahl der Tempel) oder Thammayut.

## Tempel in Bangkok

### Königlicher Tempel der Sonderklasse
- Wat Phra Kaeo (Wat Phra Sri Rattana Satsadaram) – วัดพระศรีรัตนศาสดาราม – Phra Nakhon

### Königliche Tempel Erster Klasse
- Wat Pho (Wat Phra Chettuphon Wimon Mangkhalaram Ratchaworamahawihan) – วัดพระเชตุพนวิมลมังคลารามราชวรมหาวิหาร (Mahanikai) – Phra Nakhon
- Wat Mahathat (Wat Mahathat Yuwarat Rangsarit Ratchaworamahawihan) – วัดมหาธาตุยุวราชรังสฤษฎิ์ราชวรมหาวิหาร (Mahanikai) – Phra Nakhon
- Wat Suthat (Wat Suthat Thepwararam Ratchaworamahawihan) – วัดสุทัศนเทพวรารามราชวรมหาวิหาร (Mahanikai) – Phra Nakhon
- Wat Bowonniwet (Wat Bowonniwet Wihan Ratchaworawihan) – วัดบวรนิเวศวิหารราชวรวิหาร (Thammayut) – Phra Nakhon
- Wat Ratchapradit (Wat Ratchapradit Sathit Mahasimaram Ratchaworamahawihan) – วัดราชประดิษฐ์สถิตมหาสีมารามราชวรวิหาร (Mahanikai) – Phra Nakhon
- Wat Ratchabophit (Wat Ratchabophit Sathitmahasimaram Ratchaworamahawihan) – วัดราชบพิธสถิตมหาสีมารามราชวรวิหาร (Thammayut)  – Phra Nakhon
- Wat Benchamabophit (Wat Benchamabophit Dusitwanaram Ratchaworamahawihan) – วัดเบญจมบพิตรดุสิตวนารามราชวรวิหาร (Mahanikai) – Dusit
- Wat Phra Sri Mahathat (Wat Phra Sri Mahathat Woramahawihan) – วัดพระศรีมหาธาตุวรมหาวิหาร (Thammayut) – Bang Khen
- Wat Arun (Wat Arun Ratchaworaram Ratchaworamahawihan) – วัดอรุณราชวรารามราชวรมหาวิหาร (Mahanikai) – Bangkok Yai
- Wat Ratcha-orasaram (Wat Ratcha-orasaram Ratchaworamahawihan) – วัดราชโอรสารามราชวรวิหาร (Mahanikai) – Chom Thong

### Königliche Tempel Zweiter Klasse
- Wat Chana Songkhram Ratchaworamahawihan – วัดชนะสงครามราชวรมหาวิหาร (Mahanikai) – Phra Nakhon
- War Makut Kasattriyaram Ratchaworawihan – วัดมกุฎกษัตริยารามราชวรวิหาร (Thammayut) – Phra Nakhon
- Wat Ratchaburana Ratchaworawihan – วัดราชบูรณะราชวรวิหาร (Mahanikai) – Phra Nakhon
- Wat Rachathiwat Wihan Ratchaworawihan – วัดราชาธิวาสวิหารราชวรวิหาร (Thammayut) – Dusit
- Wat Boromniwat Ratchaworawihan – วัดบรมนิวาสราชวรวิหาร (Thammayut) – Pathum Wan
- Wat Saket Ratchaworamahawihan – วัดสระเกศราชวรมหาวิหาร (Mahanikai) – Pom Prap Sattru Phai
- Wat Somanat Wihan Ratchaworawihan – วัดโสมนัสวิหารราชวรวิหาร (Thammayut) – Pom Prap Sattru Phai
- Wat Thepsirin (Wat Thepsirinthrawat Ratchaworawihan) – วัดเทพศิรินทราวาสราชวรวิหาร (Thammayut) – Pom Prap Sattru Phai
- Wat Bophit Phimuk Worawihan – วัดบพิตรพิมุขวรวิหาร (Mahanikai) – Samphanthawong
- Wat Pathum Khongka Ratchaworawihan – วัดปทุมคงคาราชวรวิหาร (Mahanikai) – Samphanthawong
- Wat Chakkrawat Rachawat Woramahawihan – วัดจักรวรรดิราชาวาสวรมหาวิหาร (Mahanikai) – Samphanthawong
- Wat Prayun (Wat Prayurawongsawat Worawihan) – วัดประยุรวงศาวาสวรวิหาร (Mahanikai) – Thonburi
- Wat Traimit Withayaram Worawihan – วัดไตรมิตรวิทยารามวรวิหาร (Mahanikai) – Samphanthawong
- Wat Kanlaya (Wat Kanlayanamit Woramahawihan) – วัดกัลยาณมิตรวรมหาวิหาร (Mahanikai) – Thonburi
- Wat Molilok (Wat Molilokayaram Ratchaworawihan) – วัดโมลีโลกยารามราชวรวิหาร (Mahanikai) – Bangkok Yai
- Wat Hong Rattanaram Ratchaworawihan – วัดหงส์รัตนารามราชวรวิหาร (Mahanikai) – Bangkok Yai
- Wat Ratchasittharam Ratchaworawihan (Wat Phlap) – วัดราชสิทธารามราชวรวิหาร (วัดพลับ) (Mahanikai) – Bangkok Yai
- Wat Chayaphruekmala Ratchaworawihan – วัดชัยพฤกษมาลาราชวรวิหาร (Mahanikai) – Taling Chan
- Wat Phichaiyat (Wat Phichaiyatikaram Worawihan) – วัดพิชยญาติการามวรวิหาร (Mahanikai) – Khlong San
- Wat Anongkharam Worawihan – วัดอนงคารามวรวิหาร (Mahanikai) – Khlong San
- Wat Rakhang Khositaram Woramahawihan – วัดระฆังโฆสิตารามวรมหาวิหาร (Mahanikai) – Bangkok Noi
- Wat Suwannaram Ratchaworawihan – วัดสุวรรณารามราชวรวิหาร (Mahanikai) – Bangkok Noi

### Königliche Tempel Dritter Klasse
- Wat Intharawihan – วัดอินทรวิหาร (Mahanikai)
- Wat Sangwetwitsayaram Worawihan – วัดสังเวชวิศยารามวรวิหาร (Mahanikai)
- Wat Parinayok Worawihan – วัดปรินายกวรวิหาร (Mahanikai)
- Wat Sam Phraya – วัดสามพระยา (Mahanikai)
- Wat Noranat Sunthrikaram – วัดนรนาถสุนทริการาม (Thammayut)
- Wat Thepthidaram Worawihan – วัดเทพธิดารามวรวิหาร (Mahanikai)
- Wat Ratchanatdaram Worawihan – วัดราชนัดดารามวรวิหาร (Mahanikai)
- Wat Mahannop (Wat Mahannoppharam Worawihan) – วัดมหรรณพารามวรวิหาร (Mahanikai)
- Wat Buranasiri Matayaram – วัดบุรณศิริมาตยาราม (Thammayut)
- Wat Tri Thotsathep Worawihan – วัดตรีทศเทพวรวิหาร (Thammayut)
- Wat Thewarat Kunchon Worawihan – วัดเทวราชกุญชรวรวิหาร (Mahanikai)
- Wat Ratchaphatikaram Worawihan – วัดราชผาติการามวรวิหาร (Thammayut)
- Wat Hua Lamphong – วัดหัวลำโพง (Mahanikai)
- Wat Mahaphruettharam Worawihan – วัดมหาพฤฒารามวรวิหาร (Mahanikai)
- Wat Pathum Wanaram Ratchaworawihan – วัดปทุมวนารามราชวรวิหาร (Thammayut)
- Wat Bang Na Nai – วัดบางนาใน (Mahanikai)
- Wat Watchiratham Sathit Worawihan – วัดวชิรธรรมสาธิตวรวิหาร (Mahanikai)
- Wat Samphanthawong Worawihan – วัดสัมพันธวงศ์วรวิหาร (Thammayut)
- Wat Chai Chana Songkhram – วัดชัยชนะสงคราม (Mahanikai)
- Wat Ratchakhrue Worawihan – วัดราชคฤห์วรวิหาร (Mahanikai)
- Wat Intharam Worawihan – วัดอินทารามวรวิหาร (Mahanikai)
- Wat Chantharam Worawihan – วัดจันทารามวรวิหาร (Mahanikai)
- Wat Hiran Ruchi Worawihan – วัดหิรัญรูจีวรวิหาร (Mahanikai)
- Wat Welurachin – วัดเวฬุราชิณ (Mahanikai)
- Wat Buppharam Worawihan – วัดบุปผารามวรวิหาร (Thammayut)
- Wat Pho Nimit Sathit Mahasimaram – วัดโพธินิมิตรสถิตมหาสีมาราม (Mahanikai)
- Wat Sang Krachai Worawihan – วัดสังข์กระจายวรวิหาร (Mahanikai)
- Wat Nak Klang Worawihan – วัดนาคกลางวรวิหาร (Mahanikai)
- Wat Khrueawan – วัดเครือวัลย์วรวิหาร (Thammayut)
- Wat Phra Ram 9 – วัดพระราม ๙ (Mahanikai)
- Wat Thong Thammachat Worawihan – วัดทองธรรมชาติวรวิหาร (Mahanikai)
- Wat Sawetachat Worawihan – วัดเศวตฉัตรวรวิหาร (Mahanikai)
- Wat Thong Nopphakhun – วัดทองนพคุณ (Mahanikai)
- Wat Ratchada Thitthan Ratchaworawihan – วัดรัชฎาธิฐานราชวรวิหาร (Mahanikai)
- Wat Kanchanasinghat Worawihan – วัดกาญจนสิงหาสน์วรวิหาร (Mahanikai)
- Wat Amarintharam Worawihan – วัดอมรินทรารามวรวิหาร (Mahanikai)
- Wat Phrayatham Worawihan – วัดพระยาทำวรวิหาร (Mahanikai)
- Wat Si Sudaram Worawihan – วัดศรีสุดารามวรวิหาร (Mahanikai)
- Wat Chinorasaram Worawihan – วัดชิโนรสารามวรวิหาร (Mahanikai)
- Wat Dusidaram Worawihan – วัดดุสิดารามวรวิหาร (Mahanikai)
- Wat Nuan Noradit Worawihan – วัดนวลนรดิศวรวิหาร (Mahanikai)
- Wat Paknam Phasi Charoen – วัดปากน้ำ ภาษีเจริญ (Mahanikai)
- Wat Nang Chi – วัดนางชี (Mahanikai)
- Wat Khuhasawan Worawihan (Wat Sala Si Na) – วัดคูหาสวรรค์วรวิหาร (วัดศาลาสี่หน้า) (Mahanikai)
- Wat Nimmanaradi – วัดนิมมานรดี (Mahanikai) – Phasi Charoen
- Wat Apson Sawan Worawihan – วัดอัปสรสวรรค์วรวิหาร (Mahanikai)
- Wat Bunyapradit – วัดบุณยประดิษฐ์ (Mahanikai)
- Wat Phakhininat – วัดภคินีนาถวรวิหาร (Mahanikai)
- Wat Bowon Mongkhon – วัดบวรมงคลราชวรวิหาร (Thammayut)
- Wat Daowadueng (Wat Daowaduengsaram) – วัดดาวดึงษาราม (Mahanikai)
- Wat Kharuehabodi – วัดคฤหบดี (Mahanikai)
- Wat Awut Wikasitaram – วัดอาวุธวิกสิตาราม (Thammayut)
- Wat Nang Ratchaworawihan – วัดหนังราชวรวิหาร (Mahanikai)
- Wat Nang Nong Worawihan – วัดนางนองวรวิหาร (Mahanikai) – Chom Thong
- Wat Lak Si – วัดหลักสี่ (Mahanikai)
- Wat Don Mueang – วัดดอนเมือง (Mahanikai)
- Wat Soi Thong – วัดสร้อยทอง (Mahanikai)
- Wat Yannawa – วัดยานนาวา (Mahanikai) – Yan Nawa

## Tempel in der Provinz Amnat Charoen
- Wat Phra Lao Thep Nimit – วัดพระเหลาเทพนิมิตร

## Tempel in der Provinz Ang Thong
- Wat Chaiyo – วัดไชโย (Mahanikai) – Tempel 2. Klasse
- Wat Pa Mok Worawihan – วัดป่าโมกวรวิหาร (Mahanikai) – Tempel 2. Klasse
- Wat Ang Thong – วัดอ่างทองวรวิหาร (Mahanikai) – Tempel 3. Klasse
- Wat Khun Inthapramun – วัดขุนอินทประมูน
- Wat Muang – วัดม่วง
- Wat Tha Sutthawat – วัดท่าสุทธาวาส

## Tempel in der Provinz Ayutthaya

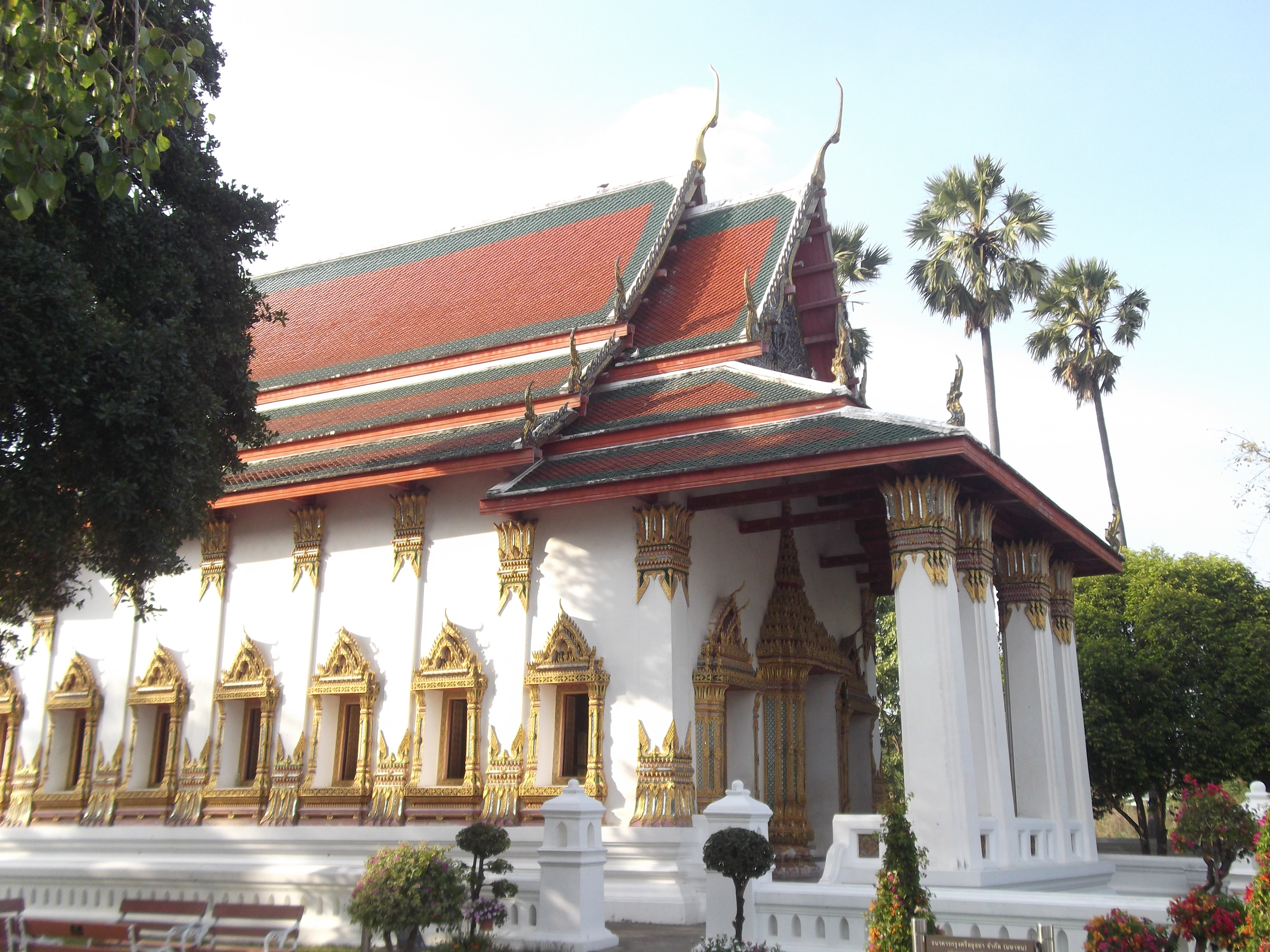
Wihan des Wat Suwan Dararam

- Wat Senasanaram Ratchaworawihan (วัดเสนาสนารามราชวรวิหาร) – Tempel 1. Klasse (Thammayut), Amphoe Phra Nakhon Si Ayutthaya
- Wat Suwan Dararam Ratchaworawihan (วัดสุวรรณดารารามราชวรวิหาร) – Tempel 1. Klasse (Mahanikai), Amphoe Phra Nakhon Si Ayutthaya
- Wat Niwet Thammaprawat Ratchaworawihan (วัดนิเวศธรรมประวัติราชวรวิหาร) – Tempel 1. Klasse (Thammayut), Amphoe Bang Pa-in
- Wat Chumphon Nikayaram Ratchaworawihan – วัดชุมพลนิกายารามราชวรวิหาร – Tempel 2. Klasse (Mahanikai), Amphoe Bang Pa-in
- Wat Phanan Choeng Worawihan (วัดพนัญเชิงวรวิหาร) – Tempel 2. Klasse (Mahanikai), Amphoe Phra Nakhon Si Ayutthaya
- Wat Sala Pun Worawihan (วัดศาลาปูนวรวิหาร) – Tempel 2. Klasse (Mahanikai), Amphoe Phra Nakhon Si Ayutthaya
- Wat Borommawong Itsarawararam Worawihan (วัดบรมวงศ์อิศรวรารามวรวิหาร) – Tempel 2. Klasse (Mahanikai), Amphoe Phra Nakhon Si Ayutthaya
- Wat Kasatrathirat Worawihan – วัดกษัตราธิราชวรวิหาร – Tempel 3. Klasse (Mahanikai), Amphoe Phra Nakhon Si Ayutthaya
- Wat Na Phra Men Rachikaram (วัดหน้าพระเมรุราชิการาม) – Tempel 3. Klasse (Mahanikai), Amphoe Phra Nakhon Si Ayutthaya
- Wat Phrommaniwat Worawihan (วัดพรหมนิวาสวรวิหาร) – Tempel 3. Klasse (Mahanikai), Amphoe Phra Nakhon Si Ayutthaya
- Wat Tum (วัดตูม) – Tempel 3. Klasse (Mahanikai), Amphoe Phra Nakhon Si Ayutthaya
- Wat Wiwek Wayuphat (วัดวิเวกวายุพัด) – Tempel 3. Klasse (Mahanikai), Amphoe Bang Pa-in
- Wat Woranayok Rangsan Chedi Ban Phottaram (วัดวรนายกรังสรรค์เจติยบรรพตาราม) – Tempel 3. Klasse (Mahanikai), Amphoe Bang Pahan
- Wat Phu Khao Thong (วัดภูเขาทอง) – Volkstempel (Mahanikai), Amphoe Phra Nakhon Si Ayutthaya
- Wat Yai Chai Mongkon (วัดใหญ่ชัยมงคล) – Volkstempel (Thammayut), Amphoe Phra Nakhon Si Ayutthaya
- Wat Tha Karong (วัดท่าการ้อง) – Volkstempel (Mahanikai), Amphoe Phra Nakhon Si Ayutthaya
- Wihan Phra Mongkhon Bophit (วิหารพระมงคลบพิตร) – Amphoe Phra Nakhon Si Ayutthaya

- Tempelruinen im Geschichtspark Ayutthaya:
  - Wat Phra Si Sanphet – วัดพระศรีสรรเพชญ์, Haupttempel des ehemaligen Königspalasts
  - Wat Chai Watthanaram – วัดไชยวัฒนาราม
  - Wat Lokayasutharam – วัดโลกยสุธาราม
  - Wat Mahathat Ayutthaya – วัดมหาธาตุ พระนครศรีอยุธยา
  - Wat Phra Ram – วัดพระราม
  - Wat Ratchaburana – วัดราชบูรณะ

## Tempel in der Provinz Buri Ram
- Wat Klang – วัดกลาง – Tempel 3. Klasse (Mahanikai), Amphoe Mueang Buri Ram

## Tempel in der Provinz Chachoengsao
- Wat Sothon Wararam Worawihan – วัดโสธรวราราม – Tempel 3. Klasse (Mahanikai)

## Tempel in der Provinz Chai Nat
- Wat Phra Borammathat Worawihan – วัดพระบรมธาตุวรวิหาร – Tempel 2. Klasse
- Wat Thammamun Worawihan – วัดธรรมามูลวรวิหาร – Tempel 3. Klasse

## Tempel in der Provinz Chanthaburi
- Wat Phai Lom – วัดไผ่ล้อม (Mahanikai) – Tempel 3. Klasse
- Wat Burapha Phitthayaram – วัดบูรพาพิทยาราม (Mahanikai) – Tempel 3. Klasse

## Tempel in der Provinz Chiang Mai

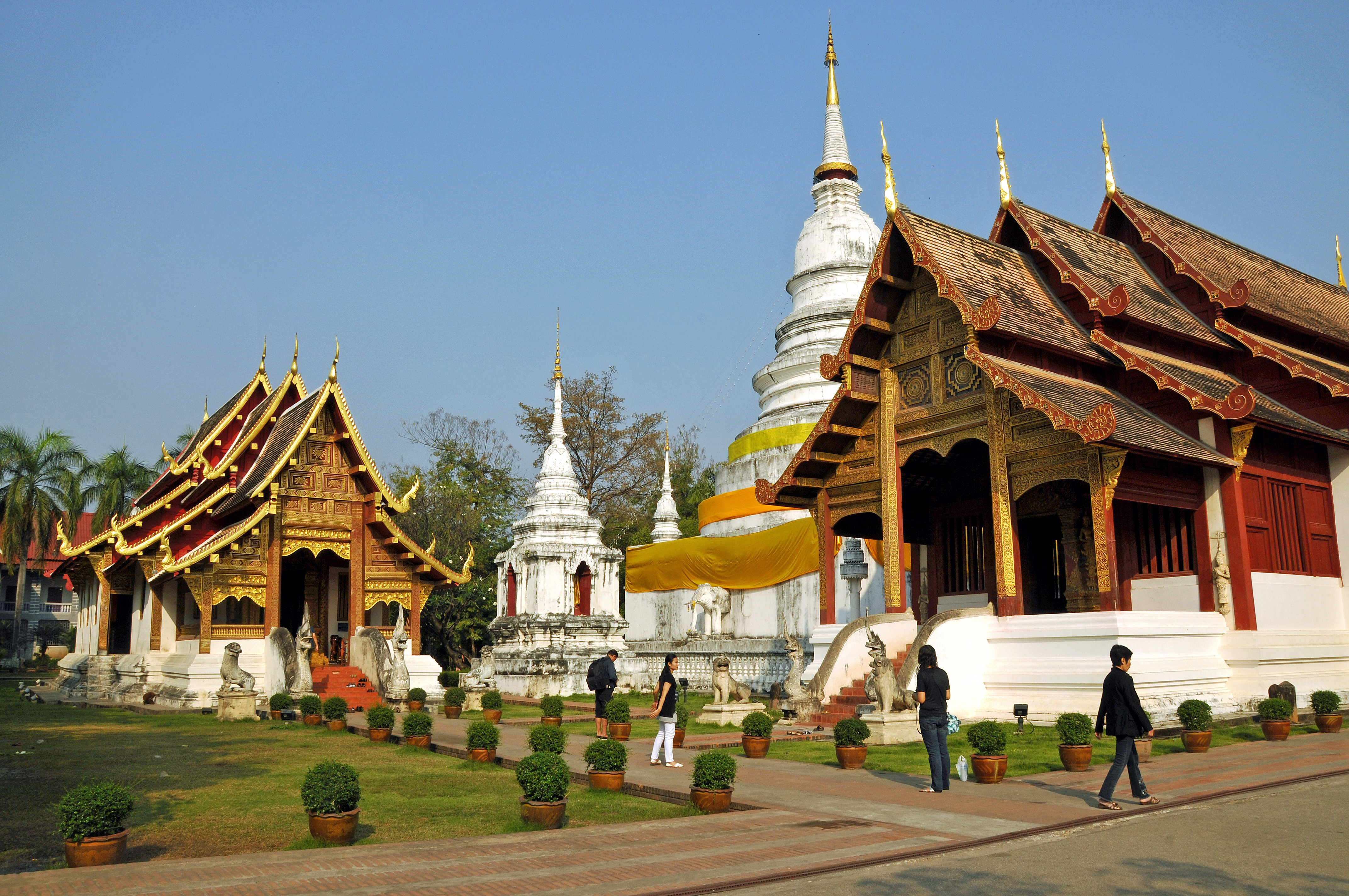
Wat Phra Singh

- Wat Phra Singh Woramahawihan – วัดพระสิงห์วรมหาวิหาร – Tempel 1. Klasse (Mahanikai), Amphoe Mueang Chiang Mai
- Wat Phra That Doi Suthep Ratchaworawihan – วัดพระธาตุดอยสุเทพราชวรวิหาร – Tempel 2. Klasse (Mahanikai), Amphoe Mueang Chiang Mai
- Wat Chet Yot (Wat Photharam Mahawihan) – วัดโพธารามมหาวิหาร (วัดเจ็ดยอด) – Tempel 3. Klasse (Mahanikai), Amphoe Mueang Chiang Mai
- Wat Suan Dok – วัดสวนดอก – Tempel 3. Klasse (Mahanikai), Amphoe Mueang Chiang Mai
- Wat Chedi Luang – วัดเจดีย์หลวงวรวิหาร – Tempel 3. Klasse (Thammayut), Amphoe Mueang Chiang Mai
- Wat Phra That Si Chom Thong Worawihan – วัดพระธาตุศรีจอมทองวรวิหาร – Tempel 3. Klasse (Mahanikai), Amphoe Chom Thong
- Wat Phra That Doi Saket – วัดพระธาตุดอยสะเก็ด – Tempel 3. Klasse (Mahanikai), Amphoe Doi Saket
- Wat Thaton – วัดท่าตอน (Mahanikai) – Tempel 3. Klasse (Mahanikai), Amphoe Mae Ai
- Wat Pa Daraphirom – วัดป่าดาราภิรมย์ – Tempel 3. Klasse (Thammayut), Amphoe Mae Rim
- Wat Chiang Man – วัดเชียงมั่น
- Wat Chiang Yuen – วัดเชียงยืน
- Wat Lok Mo Li – วัดโลกโมฬี
- Wat Mae Pang – วัดแม่ปั๋ง
- Wat Umong Suan Phutthatham – วัดอุโมงค์ สวนพุทธธรรม

## Tempel in der Provinz Chiang Rai
- Wat Phra Kaeo Chiang Rai – วัดพระแก้ว เชียงราย (Mahanikai) – Tempel 3. Klasse
- Wat Phra Singh Chiang Rai – วัดพระสิงห์ เชียงราย – Tempel 3. Klasse
- Wat Chet Yod Chiang Rai – วัดเจ็ดยอด – Tempel 3. Klasse
- Wat Rong Khun – วัดร่องขุ่น (Mahanikai)
- Wat Phra That Doi Chom Thong – วัดพระธาตุดอยจอมทอง

## Tempel in der Provinz Chon Buri

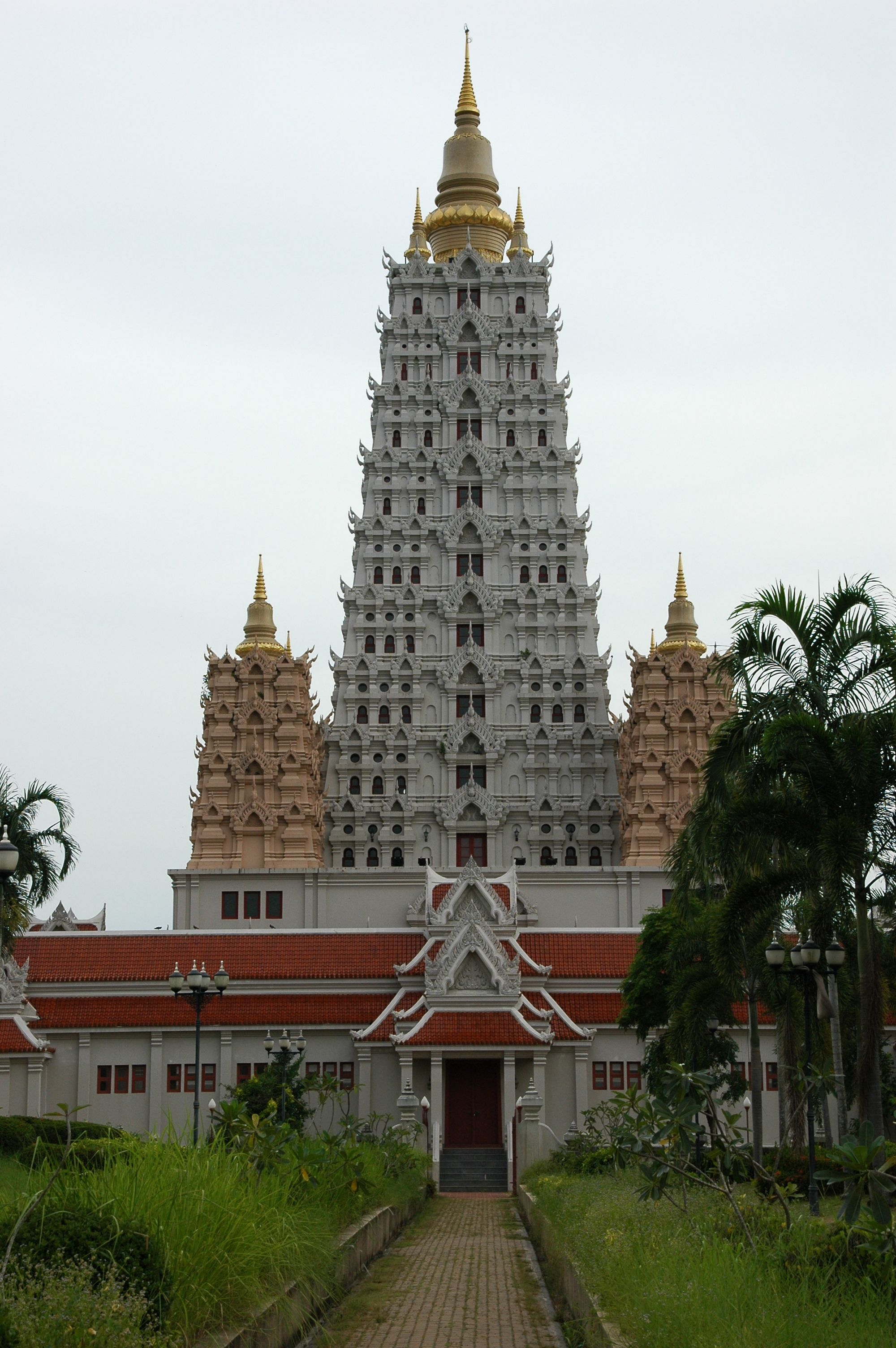
Chedi des Wat Yannasangwararam

- Wat Yannasangwararam Woramahawihan (วัดญาณสังวรารามวรมหาวิหาร) – Tempel 1. Klasse (Thammayut), Amphoe Bang Lamung
- Wat Bang Phra Worawihan (วัดบางพระวรวิหาร) – Tempel 3. Klasse (Mahanikai), Amphoe Si Racha
- Wat Chai Mongkhon (วัดชัยมงคล) – Tempel 3. Klasse (Mahanikai), Amphoe Bang Lamung (Pattaya)
- Wat Chutha Thit Tham Sapharam Worawihan (วัดจุฑาทิศธรรมสภารามวรวิหาร) – Tempel 3. Klasse (Mahanikai), Amphoe Ko Sichang
- Wat Khao Bang Sai (วัดเขาบางทราย) – Tempel 3. Klasse (Thammayut), Amphoe Mueang Chon Buri
- Wat Yai Intharam (วัดใหญ่อินทาราม) – Tempel 3. Klasse (Mahanikai), Amphoe Mueang Chon Buri

## Tempel in der Provinz Kalasin
- Wat Klang – วัดกลาง (Mahanikai) – Tempel 3. Klasse

## Tempel in der Provinz Kamphaeng Phet
- Wat Phra Borommathat (วัดพระบรมธาต) – Tempel 3. Klasse (Mahanikai)
- Wat Nak Watcharasophon (Wat Chang) (วัดนาควัชรโสภณ) – Tempel 3. Klasse (Thammayut)
- Wat Khu Yang (วัดคูยาง) – Tempel 3. Klasse (Mahanikai)

- Tempelruinen im Geschichtspark Kamphaeng Phet:
  - Wat Chang Rop (วัดช้างรอบ)
  - Wat Phra Kaeo (วัดพระแก้ว)
  - Wat Phra Non (วัดพระนอน)
  - Wat Phra Si Iriyabot (วัดพระสี่อิริยาบถ)
  - Wat Phra That (วัดพระธาต)

## Tempel in der Provinz Kanchanaburi
- Wat Chai Chumphon Chana Songkhram (วัดไชยชุมพลชนะสงคราม) – Tempel 3. Klasse (Mahanikai), Amphoe Mueang Kanchanaburi
- Wat Thewa Sangkharam (วัดเทวสังฆาราม) – Tempel 3. Klasse (Mahanikai), Amphoe Mueang Kanchanaburi
- Wat Phra Thaen Dong Rang (วัดพระแท่นดงรัง) – Tempel 3. Klasse (Mahanikai), Amphoe Tha Maka
- Wat Tham Khao Pun (วัดถ้ำเขาปูน) – Volkstempel (Mahanikai), Amphoe Mueang Kanchanaburi
- Wat Pa Luangta Maha Bua Yannasampanno (วัดป่าหลวงตามหาบัว ญาณสัมปันโน) – (Thammayut), Amphoe Sai Yok
- Wat Wang Wiwekaram (วัดวังก์วิเวการาม) – Amphoe Sangkhla Buri

## Tempel in der Provinz Khon Kaen
- Wat That – วัดธาตุ – Tempel 3. Klasse (Mahanikai), Amphoe Mueang Khon Kaen
- Wat Nong Waeng – วัดหนองแวง – Tempel 3. Klasse (Mahanikai), Amphoe Mueang Khon Kaen
- Wat Si Chan – วัดศรีจันทร์ – Tempel 3. Klasse (Thammayut), Amphoe Mueang Khon Kaen

## Tempel in der Provinz Krabi
- Wat Kaeo Korawaram – วัดแก้วโกรวาราม – Tempel 3. Klasse (Mahanikai), Amphoe Mueang Krabi

## Tempel in der Provinz Lampang
- Wat Phra Chedi Sao Lang – วัดพระเจดีย์ซาวหลัง – Tempel 3. Klasse (Mahanikai), Amphoe Mueang Lampang
- Wat Phra Kaeo Don Tao Suchadaram – วัดพระแก้วดอนเต้าสุชาดาราม – Tempel 3. Klasse (Mahanikai), Amphoe Mueang Lampang
- Wat Bunyawat Wihan – วัดบุญวาทย์วิหาร – Tempel 3. Klasse (Mahanikai), Amphoe Mueang Lampang
- Wat Chong Kham – วัดจองคำ – Tempel 3. Klasse (Mahanikai), Amphoe Ngao
- Wat Phrathat Lampang Luang – วัดพระธาตุลำปางหลวง – Volkstempel (Mahanikai), Amphoe Ko Kha

## Tempel in der Provinz Lamphun
- Wat Phrathat Hariphunchai Woramahawihan – วัดพระธาตุหริภุญชัยวรมหาวิหาร – Tempel 1. Klasse (Mahanikai), Amphoe Mueang Lamphun
- Wat Phra Phutthabat Tak Pha – วัดพระพุทธบาทตากผ้า – Tempel 3. Klasse (Mahanikai), Amphoe Pa Sang
- Wat Chamathewi – วัดจามเทวี – Volkstempel (Mahanikai), Amphoe Mueang Lamphun
- Wat Phra Yuen – วัดพระยืน – Volkstempel (Mahanikai), Amphoe Mueang Lamphun

## Tempel in der Provinz Loei
- Wat Pa Huai Lat – วัดป่าภูก้อน

## Tempel in der Provinz Lop Buri
- Wat Phra Sri Rattana Mahathat – วัดพระศรีรัตนมหาธาตุ

## Tempel in der Provinz Mae Hong Son
- Wat Chong Kham – วัดจองคำ – Tempel 3. Klasse

## Tempel in der Provinz Nakhon Phanom

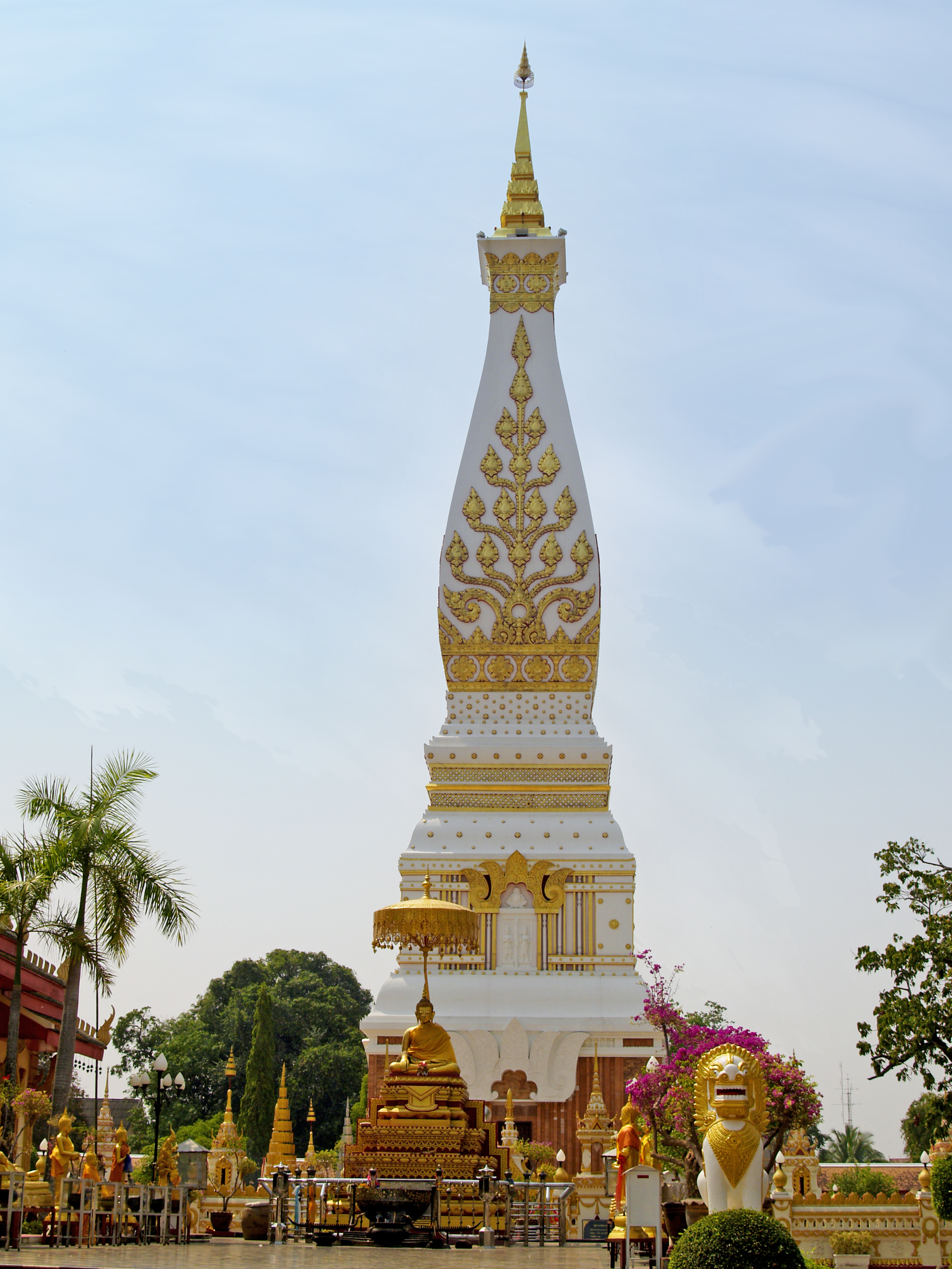
That des Wat Phra That Phanom

- Wat Phra That Phanom – วัดพระธาตุพนม (Mahanikai) – Tempel 1. Klasse
- Wat Samphran – วัดสามพราน

## Tempel in der Provinz Nakhon Pathom
- Wat Phra Pathom Chedi – วัดพระปฐมเจดีย์ราชวรมหาวิหาร (Mahanikai) – Tempel 1. Klasse
- Wat Phra Pathon Chedi – วัดพระประโทณเจดีย์วรวิหาร (Mahanikai) – Tempel 3. Klasse
- Wat Phra Ngam – วัดพระงาม (Mahanikai) – Tempel 3. Klasse
- Wat Senha – วัดเสนหา (Thammayut) – Tempel 3. Klasse
- Wat Raikhing – วัดไร่ขิง (Mahanikai) – Tempel 3. Klasse
- Wat Songdhammakalyani (วัดทรงธรรมกัลยาณี), offiziell Song Tham Kanlayani Phiksuni Aram (ทรงธรรมกัลยาณีภิกษุณีอาราม) – Einziger Bhikkhuni-Tempel, offiziell kein Wat

## Tempel in der Provinz Nakhon Ratchasima
- Wat Phra Narai Maharat – วัดพระนารายณ์มหาราช – Tempel 3. Klasse (Mahanikai), Amphoe Mueang Nakhon Ratchasima
- Wat Bueng – วัดบึง – Tempel 3. Klasse (Mahanikai), Amphoe Mueang Nakhon Ratchasima
- Wat Sakae – วัดสะแก – Tempel 3. Klasse (Mahanikai), Amphoe Mueang Nakhon Ratchasima
- Wat Phayap – วัดพายัพ – Tempel 3. Klasse (Mahanikai), Amphoe Mueang Nakhon Ratchasima
- Wat Vajralongkorn Wararam Worawihan – วัดวชิราลงกรณวรารามวรวิหาร – Tempel 3. Klasse (Thammayut), Amphoe Pak Chong
- Wat Sutthachinda Worawihan – วัดสุทธจินดาวรวิหาร – Tempel 3. Klasse (Thammayut), Amphoe Mueang Nakhon Ratchasima
- Wat Sala Loi – วัดศาลาลอย – Volkstempel (Thammayut), Amphoe Mueang Nakhon Ratchasima

## Tempel in der Provinz Nakhon Si Thammarat

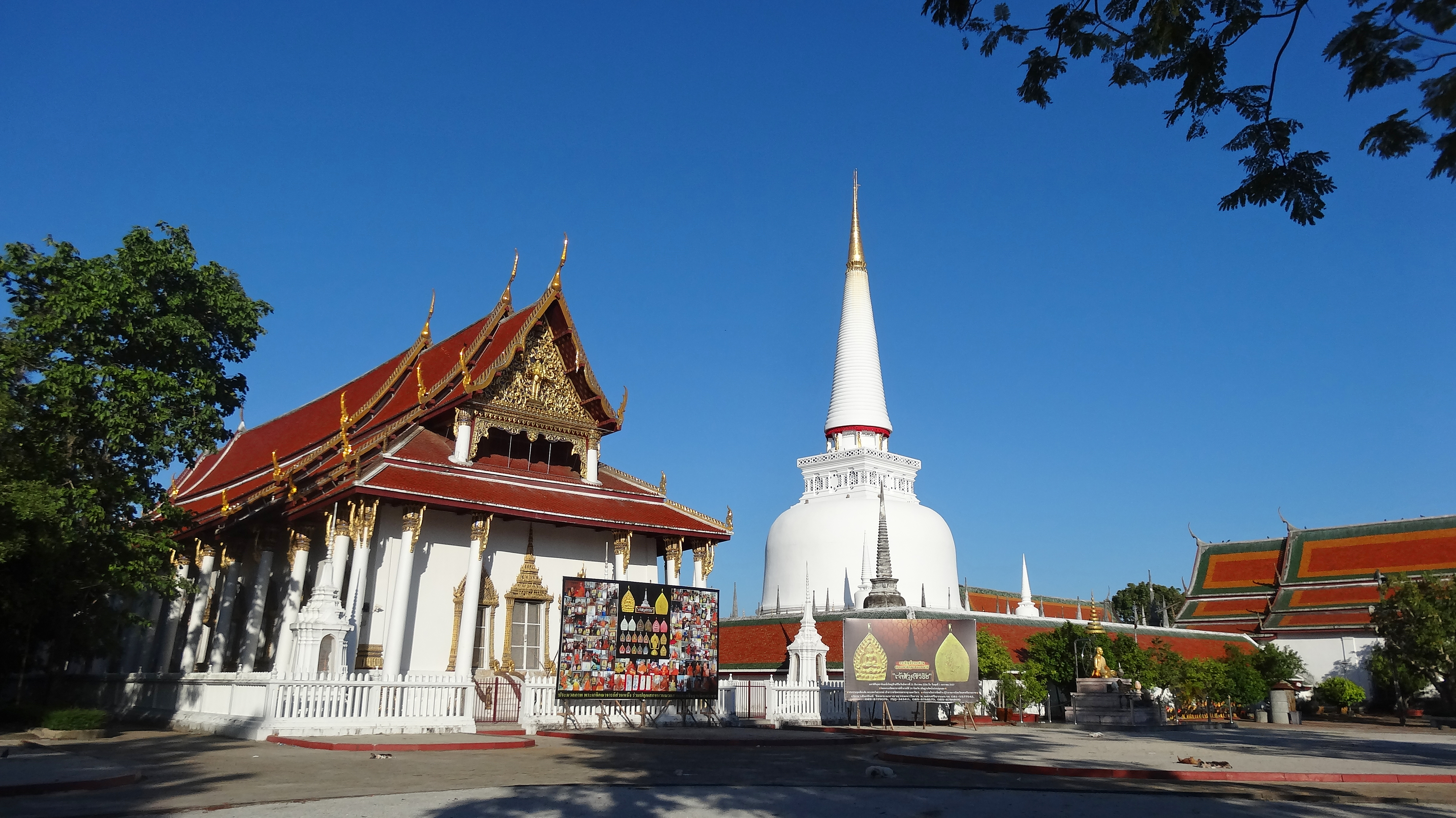
Wat Phra Mahathat

- Wat Phra Mahathat Woramahawihan – วัดพระมหาธาตุวรมหาวิหาร – Tempel 1. Klasse (Thammayut), Amphoe Mueang Nakhon Si Thammarat
- Wat Manao Wan – วัดมะนาวหวาน – Tempel 3. Klasse (Mahanikai), Amphoe Chang Klang
- Wat Chaeng – วัดแจ้ง – Tempel 3. Klasse (Mahanikai), Amphoe Mueang Nakhon Si Thammarat
- Wat Thai Pho – วัดท่าโพธิ์ – Tempel 3. Klasse (Thammayut), Amphoe Mueang Nakhon Si Thammarat

## Tempel in der Provinz Nan
- Wat Phrathat Chang Kham Worawihan (วัดพระธาตุช้างค้ำวรวิหาร) – Tempel 3. Klasse (Mahanikai), Amphoe Mueang Nan
- Wat Phaya Phu (วัดพญาภู) – Tempel 3. Klasse (Mahanikai), Amphoe Mueang Nan
- Wat Bun Yuen (วัดบุญยืน) – Tempel 3. Klasse (Mahanikai), Amphoe Wiang Sa
- Wat Phrathat Chae Haeng (วัดพระธาตุแช่แห้ง) – Tempel 3. Klasse (Mahanikai), Amphoe Phu Phiang
- Wat Phumin (วัดภูมินทร์) – Volkstempel (Mahanikai), Amphoe Mueang Nan

## Tempel in der Provinz Narathiwat
- Wat Chonthara Singhe – วัดชลธาราสิงเห

## Tempel in der Provinz Nonthaburi
- Wat Khema Phirataram – วัดเขมาภิรตารามราชวรวิหาร (Thammayut) – Tempel 2. Klasse
- Wat Chaloem Phra Kiat – วัดเฉลิมพระเกียรติวรวิหาร (Mahanikai) – Tempel 2. Klasse
- Wat Paramaiyikawat – วัดปรมัยยิกาวาส์วรวิหาร (Mahanikai) – Tempel 2. Klasse
- Wat Chonlaprathan Rangsarit – วัดชลประทานรังสฤษฎ์
- Wat Chomphuwek (วัดชมภูเวก) – Volkstempel (Mahanikai)
- Wat Prasat – วัดปราสาท
- Wat Ku – วัดกู้

## Tempel in der Provinz Pattani
- Wat Changhai – วัดช้างให้

## Tempel in der Provinz Pathum Thani
- Wat Chinwararam Worawihan (วัดชินวรารามวรวิหาร) – Tempel 3. Klasse (Mahanikai), Amphoe Mueang Pathum Thani
- Wat Chan Kapho (วัดจันทน์กะพ้อ) – Tempel 3. Klasse (Thammayut), Amphoe Sam Khok
- Wat Khian Khet (วัดเขียนเขต) Tempel 3. Klasse (Mahanikai), Amphoe Thanyaburi
- Wat Phailom (วัดไผ่ล้อม) – Volkstempel (Mahanikai), Amphoe Sam Khok
- Wat Phra Dhammakaya (วัดพระธรรมกาย) – Volkstempel (Mahanikai), Amphoe Khlong Luang
- Wat Chedi Thong – วัดเจดีย์ทอง – Volkstempel (Thammayut), Amphoe Sam Khok
- Wat Phut Udom-Höllentempel lam luk ka road

## Tempel in der Provinz Phayao
- Wat Si Khom Kham – วัดศรีโคมคำ (Mahanikai) – Tempel 3. Klasse

## Tempel in der Provinz Phitsanulok

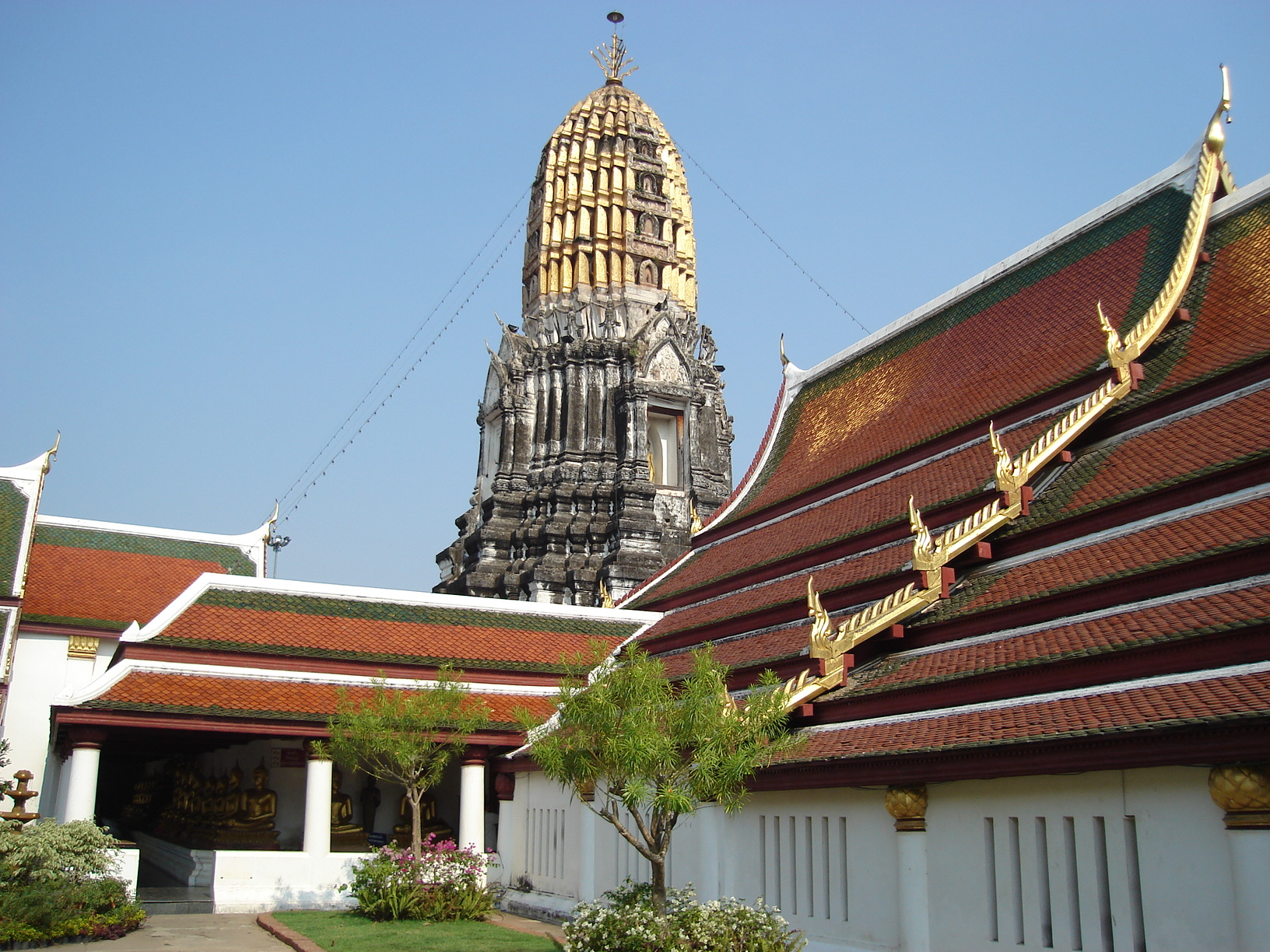
Prang des Wat Phra Sri Rattana Mahathat

- Wat Phra Si Rattana Mahathat (Wat Yai) – วัดพระศรีรัตนมหาธาตุวรมหาวิหาร (Mahanikai) – Tempel 1. Klasse
- Wat Chulamani – วัดจุฬามณี
- Wat Ratchaburana – วัดราชบุรณะ
- Wat Aranyik (วัดอรัญญิก) – Volkstempel (Mahanikai)

## Tempel in der Provinz Phuket
- Wat Chalong – วัดฉลอง

## Tempel in der Provinz Prachuap Khiri Khan
- Wat Thammikaram – วัดธรรมิการาม (Thammayut) – Tempel 2. Klasse

## Tempel in der Provinz Ratchaburi
- Wat Mahathat (Ratchaburi) (Wat Mahathat Worawihan) – วัดมหาธาตุ วรวิหาร (Mahanikai) – Tempel 3. Klasse
- Wat Bua Ngam – วัดบัวงาม (Mahanikai) – Tempel 3. Klasse
- Wat Sri Suriyawong – ศรีสุริยวงศ์ (Thammayut) – Tempel 3. Klasse

## Tempel in der Provinz Rayong
- Wat Pa Pradu (วัดป่าประดู่) – Tempel 3. Klasse (Mahanikai), Amphoe Mueang Rayong
- Wat Lum Mahachai Chumphon (วัดลุ่มมหาชัยชุมพล) – Tempel 3. Klasse (Mahanikai), Amphoe Mueang Rayong
- Wat Saranat Thammaram (วัดสารนารถธรรมาราม) – Volkstempel (Thammayut), Amphoe Klaeng

## Tempel in der Provinz Roi Et
- Wat Klang Ming Mueang – วัดกลางมิ่งเมือง (Mahanikai) – Tempel 3. Klasse
- Wat Bueng Phra Lan Chai – วัดบึงพระลานชัย(บึง) (Thammayut) – Tempel 3. Klasse
- Wat Burapha Phiram – วัดบูรพาภิราม (Mahanikai) – Tempel 3. Klasse

## Tempel in der Provinz Sakon Nakhon
- Wat Phra That Choeng Chum – วัดพระธาตุเชิงชุมวรวิหาร (Mahanikai) – Tempel 2. Klasse

## Tempel in der Provinz Samut Prakan
- Wat Bang Phli Yai Klang – วัดกลาง (วัดบางพลีใหญ่กลาง)
- Wat Bang Phli Yai Nai – วัดกลาง (วัดบางพลีใหญ่ใน)
- Wat Klang – วัดกลาง (วัดกลางวรวิหาร) (Mahanikai) – Tempel 2. Klasse
- Wat Song Tham Worawihan – วัดทรงธรรมวรวิหาร – Tempel 2. Klasse der Mon

## Tempel in der Provinz Samut Sakhon
- Wat Don Kai Di – วัดดอนไก่ดี

## Tempel in der Provinz Samut Songkhram
- Wat Phet Samut – วัดเพชรสมุทร – Tempel 3. Klasse (Mahanikai)

## Tempel in der Provinz Saraburi

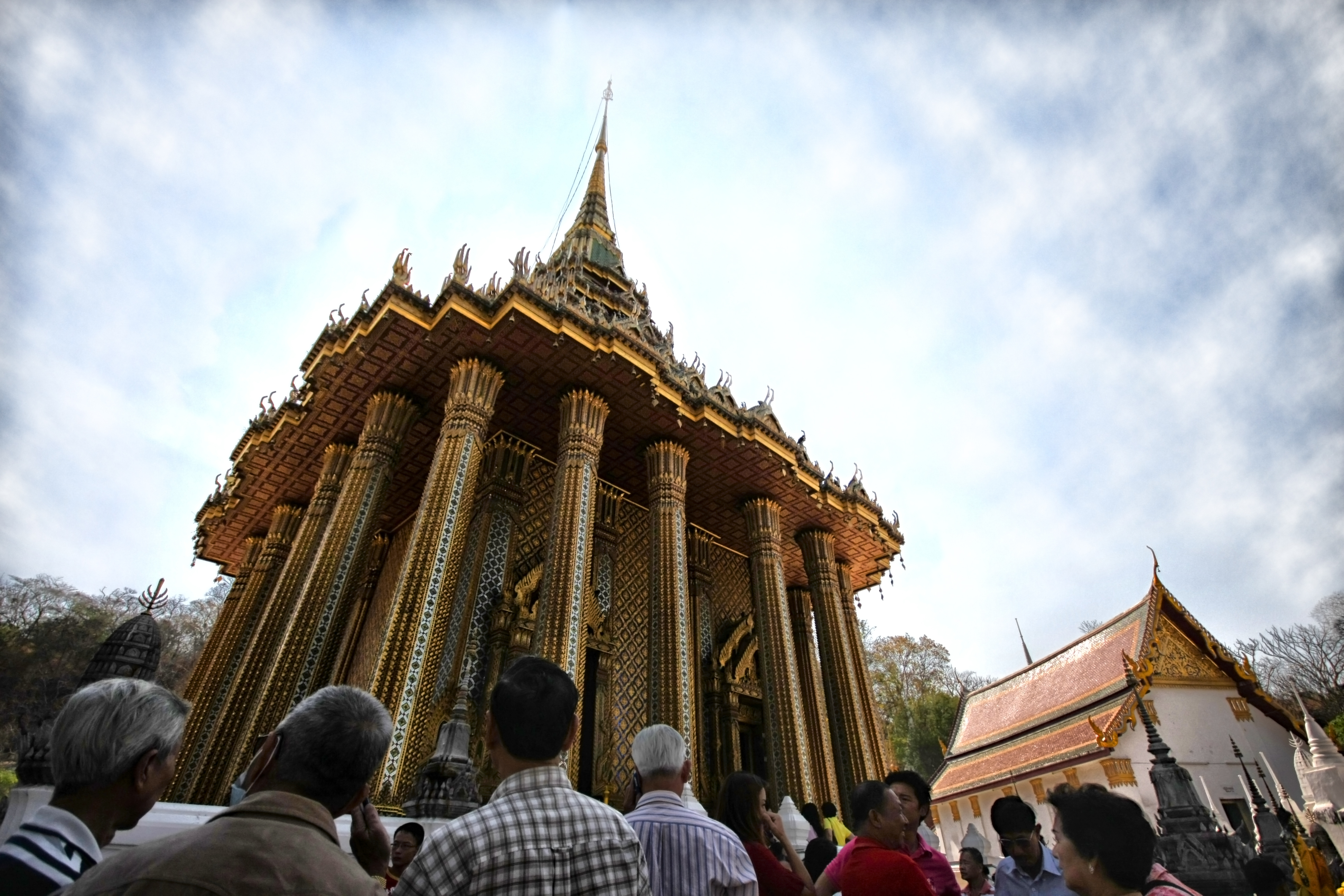
Wat Phra Phutthabat

- Wat Phra Phutthabat – วัดพระพุทธบาทราชวรมหาวิหาร – Tempel 1. Klasse (Mahanikai)

## Tempel in der Provinz Si Sa Ket
- Wat Chiang I Si Mongkhon Wararam – วัดเจียงอีศรีมงคลวราราม – Tempel 3. Klasse (Mahanikai), Amphoe Mueang Si Sa Ket
- Wat Luang Sumangkhalaram – วัดหลวงสุมังคลาราม – Tempel 3. Klasse (Thammayut), Amphoe Mueang Si Sa Ket
- Wat Pa Maha Chedi Kaew

## Tempel in der Provinz Sukhothai
- Wat Phra Sri Rattana Mahathat Ratchaworawihan (วัดพระศรีรัตนมหาธาตุราชวรวิหาร) – Tempel 1. Klasse (Mahanikai), Amphoe Si Satchanalai (im Geschichtspark Si Satchanalai)
- Wat Sawang Arom Worawihan (วัดสว่างอารมณ์วรวิหาร) – Tempel 3. Klasse (Mahanikai), Amphoe Sawankhalok
- Wat Nong Wong (วัดหนองโว้ง) – Tempel 3. Klasse (Mahanikai), Amphoe Sawankhalok
- Wat Rat Satthatham (วัดราษฏร์ศรัทธาธรรม) – Tempel 3. Klasse (Mahanikai), Amphoe Si Nakhon
- Tempelruinen im Geschichtspark Sukhothai:
  - Ho Thewalai Mahakaset – หอเทวาลัยมหาเกษตรพิมาน
  - Wat Mahathat – วัดมหาธาตุ
  - Wat Aranyik – วัดอรัญญิก
  - Wat Asokārām – วัดอโศการาม
  - Wat Chana Songkhram – วัดชนะสงคราม
  - Wat Chang Lom – วัดช้างล้อม
  - Wat Chang Rop – วัดช้างรอบ
  - Wat Chedi Si Hong –  วัดเจดีย์สี่ห้อง
  - Wat Chedi Ngam – วัดเจดีย์งาม
  - Wat Chetuphon – วัดเชตุพน
  - Wat Khao Phra Bat Noi – วัดเขาพระบาทน้อย
  - Wat Mae Chon – วัดแนโจม
  - Wat Mangkorn – วัดมังกร
  - Wat Pa Mamuang – วัดป่ามะม่วง
  - Wat Phra Phai Luang – วัดพระพายหลวง
  - Wat Phra Yuen  – วัดพระยืน
  - Wat Sa Si – วัดสระศรี
  - Wat Saphan Hin – วัดสะพานหิน
  - Wat Si Chum – วัดศรีชุม
  - Wat Si Phichit Kirati Kanlayaram – วัดศรีพิจิตกิรติกัลยาราม
  - Wat Son Khao – วัดซ่อนข้าว
  - Wat Sorasak – วัดสรศักดี์
  - Wat Sri Sawai – วัดศรีสวาย
  - Wat Tao Thuriang – วัดเตาทุเรียง
  - Wat Ton Chan – วัดต้นจันทร์
  - Wat Tra Kuan – วัดตระกวน
  - Wat Thraphang Thong Lang – วัดตระพังทองหลาง
  - Wat Traphang Ngoen – วัดตระพังเงิน
  - Wat Traphang Thong – วัดตระพังทอง
  - Wat Tuek – วัดตึก

## Tempel in der Provinz Suphan Buri
- Wat Pa Lelai Worawihan – วัดป่าเลไลยก์วรวิหาร (Mahanikai) – Tempel 3. Klasse
- Wat Song Phi Nong – วัดสองพี่น้อง (Mahanikai) – Tempel 3. Klasse

## Tempel in der Provinz Surat Thani

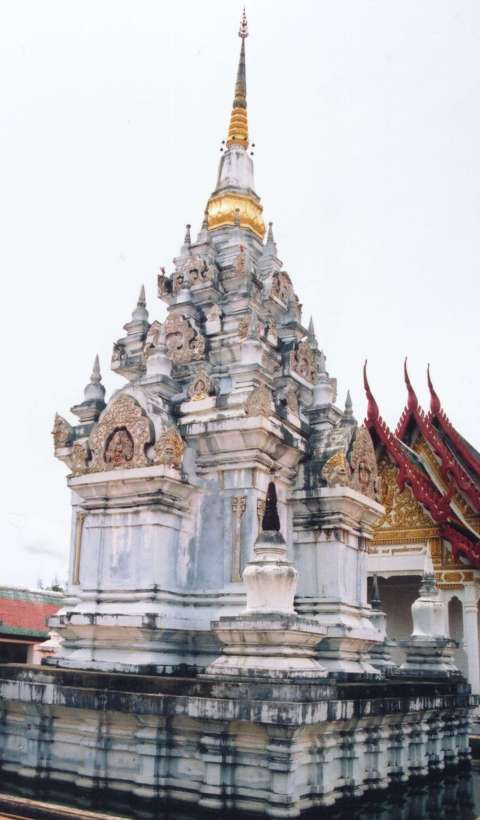
Chedi des Wat Phra Borommathat Chaiya

- Wat Phra Borommathat Chaiya – วัดพระบรมธาตุไชยาราชวรวิหาร (Mahanikai) – Tempel 1. Klasse
- Wat Trai Thammaram – วัดไตรธรรมาราม (Mahanikai) – Tempel 3. Klasse
- Wat Thamma Bucha – วัดธรรมบูชา (Thammayut) – Tempel 3. Klasse
- Suan Mokkhaphalaram – สวนโมกขพลาราม – Meditationszentrum, kein Tempel

## Tempel in der Provinz Tak
- Wat Manibanphot Worawihan (Thai: วัดมณีบรรพตวรวิหาร) – Tempel 3. Klasse (Mahanikai), Amphoe Mueang Tak
- Wat Bot Mani Si Bunrueang (วัดโบสถ์มณีศรีบุญเรือง) – Volkstempel (Mahanikai), Amphoe Mueang Tak
- Wat Chumphon Khiri (วัด ชุมพลคีรี) – Volkstempel (Mahanikai), Amphoe Mae Sot
- Wat Thai Watthanaram (วัดไทยวัฒนาราม) – Volkstempel (Mahanikai), Amphoe Mae Sot

## Tempel in der Provinz Udon Thani
- Wat Matchimawat – วัดมัชฌิมาวาส – Tempel 3. Klasse (Mahanikai), Amphoe Mueang Udon Thani
- Wat Phothisomphon – วัดโพธิสมภรณ์ – Tempel 3. Klasse (Thammayut), Amphoe Mueang Udon Thani
- Wat Pa Ban Tat – วัดป่าบ้านตาด – Volkstempel (Thammayut), Amphoe Mueang Udon Thani
- Wat Phra Putthabat Bua Bok – วัดพระพุทธบาทบัวบก – Volkstempel (Mahanikai), Amphoe Ban Phue
- Wat Pa Phu Kon – วัดป่าภูก้อน – Volkstempel (Thammayut), Amphoe Na Yung
- Wat Sirisuttho (Kham Chanot) – วัดศิริสุทโธ (คำชะโนด) – Amphoe Ban Dung

## Tempel in der Provinz Ubon Ratchathani
- Wat Maha Waranam – วัดมหาวนาราม – Tempel 3. Klasse (Mahanikai), Amphoe Mueang Ubon Ratchathani
- Wat Supattanaram Worawihan (Wat Supat) – วัดสุปัฏนารามวรวิหาร – Tempel 3. Klasse (Thammayut), Amphoe Mueang Ubon Ratchathani
- Wat Si Ubonrattanaram – วัดศรีอุบลรัตนาราม – Tempel 3. Klasse (Thammayut), Amphoe Mueang Ubon Ratchathani
- Wat Phu Khao Kaeo – วัดภูเขาแก้ว – Volkstempel (Thammayut), Amphoe Phibun Mangsahan
- Wat Pah Nanachat – วัดป่านานาชาติ – Volkstempel (Mahanikai), Amphoe Warin Chamrap
- Wat Nong Pa Phong – วัดหนองป่าพง – Volkstempel (Mahanikai), Amphoe Warin Chamrap

## Tempel in der Provinz Uttaradit
- Wat Khlong Pho – วัดคลองโพธิ์ — Tempel 3. Klasse (Mahanikai)
- Wat Phra Thaen Sila At – วัดพระแท่นศิลาอาสน์ — Tempel 3. Klasse (Thammayut)
- Wat Khung Taphao – วัดคุ้งตะเภา

## Tempel in der Provinz Yala
- Wat Khuha Phimuk – วัดคูหาภิมุข (Mahanikai)